# Comtat de Cotton
El Comtat de Cotton és un comtat localitzat al sud-oest de l'estat d'Oklahoma. Segons l'Oficina del Cens dels Estats Units, el 2000 tenia 6.614 habitants i el 2010 tenia 6.193 habitants. La seva seu de comtat és Walters.
Quan Oklahoma va esdevenir estat el 1907, l'àrea que és ara el Comtat de Cotton formava part del Comtat de Comanche. Es va partir el 1912, convertint-se en l'últim comtat d'Oklahoma en crear-se. Va ser anomenat per la indústria principal del comtat, el cotó.

## Història
El comtat va obtenir el seu nom el 1912, quan els residents van fer un referèndum per esdevenir un comtat separat del Comtat de Comanche i el comtat va ser anomenat per la indústria principal d'aleshores. Randlett va ser assignat temporalment com la seu del comtat fins al 4 de novembre del 1912, en què va ser escollit Walters com la seu permanent.
El blat es va convertir més predominant que el cotó i el blat de moro es va convertir en tan predominant com el cotó el 1915. El 1934, el balt de moro s'havia reduït i el blat d'hivern, cotó i civada s'havien convertit en les collites primàries.
La població del comtat ha anat decreixent des del 1920.

## Geografia
Segons l'Oficina del Cens dels Estats Units, el comtat té una àrea total de 1.662,8 km², dels quals 1.649,8 km² són terra i 12,9 km² són aigua. El 0,83% de l'àrea és aigua.
La porció oriental del comtat forma part de la regió de Cross Timbers. Els rierols i corrents del comtat desemboquen al sud-oest cap al Riu Red, el qual fa frontera amb el comtat al sud.

### Autopistes importants
- Interstate 44
- U.S. Highway 70
- U.S. Highway 277
- U.S. Highway 281
- State Highway 5
- State Highway 53
- State Highway 65

### Comtats adjacents
|  |  |  |
|  |  |  |
|  |  |  |

## Economia
L'economia del comtat ha estat majoritàriament influenciada per l'agricultura, específicament cultius com el cotó i el blat i el bestiar com vaques, etc. Començant a la fi dels anys 1910, el petroli i el gas natural van esdevenir grans indústries. El comtat tenia 290 pous petrolífers el 1920, 32 dels quals eren de gas natural. La part austral del comtat tenia refineries Devol i canonades.

## Demografia

Piràmide d'edats dels habitants del Comtat de Cotton

La població del comtat generalment ha declinat des que tenia 16.679 habitants el 1920. Segons el cens del 2000, hi havia 6.614 persones, 2.614 llars i 1.840 famílies residint en el comtat. La densitat de població era d'unes 4 persones per quilòmetre quadrat. Hi havia 3.085 habitatges en una densitat de 2 per quilòmetre quadrat. La composició racial del comtat era d'un 84,70% blancs, un 2,86% negres o afroamericans, un 7,42% natius americans, un 0,12% asiàtics, un 0,03% illenc pacífics, un 1,81% d'una altra raça i un 3,05% de dos o més races. El 4,85% de la població eren hispànics o llatinoamericans de qualssevol raça.
Hi havia 2,614 llars de les quals 31,30% tenia nens i nenes menors d'edat vivint amb ells, el 57,60% eren parelles casades, el 9,70% tenien una dona sense cap marit present, i el 29,60% no eren famílies. Un 27,30% de totes les llars estaven compostes únicament per individuals i un 14,90% tenien algú visquent-hi sol o sola d'edat 65 o més. La mediana de components de llar era de 2,46 persones i la mediana de mida de família era de 3,00 persones.
En el comtat, la població s'estenia en un 25,40% menors de 18 anys, un 7,40% de persones de 18 a 24 anys, un 26,70% de persones de 25 a 44 anys, un 22,80% de persones de 45 a 64 anys, i un 17,80% de persones d'edat 65 o més. L'edat mediana era de 39 anys. Per cada 100 dones hi havia 98,60 homes. Per cada 100 dones d'edat 18 i més, hi havia 94,60 homes.
L'ingrés medià per cada llar del comtat era de 27.210 $, i la mediana d'ingrés familiar era de 35.129 $. Els homes tenien un ingrés medià de 28.443 $ mentre que les dones en tenien de 19.101 $. La renda per capita del comtat era de 14.626 $. Un 13,70% de les famílies i un 18,20% de la població estaven sota el llindar de la pobresa, incloent-hi un 24,40% que eren menors d'edat i un 16,90% que eren majors de 65 anys.

## Ciutats i pobles
- Devol
- Randlett
- Temple
- Walters